# Барбета-Тофоли (Белуно)
Барбета-Тофоли (итал. Barbetta-Toffoli) је насеље у Италији у округу Белуно, региону Венето.
Према процени из 2011. у насељу је живело 80 становника. Насеље се налази на надморској висини од 879 м.